# Garfield Smith
Garfield Smith (Campbellsville, Kentucky; 18 de noviembre de 1945) es un exjugador de baloncesto estadounidense que disputó dos temporadas en la NBA y una más en la ABA. Con 2,06 metros de estatura, jugaba en la posición de ala-pívot.

## Trayectoria deportiva

### Universidad
Jugó durante tres temporadas con los Colonels de la Universidad de Kentucky Oriental, en las que promedió 14,4 puntos y 12,7 rebotes por partido. En su última temporada fue incluido en el mejor quinteto de la Ohio Valley Conference, promediando 19,7 rebotes por partido, el segundo mejor de toda la División I de la NCAA, a una décima de Neal Walk.

### Selección nacional
En 1970 fue convocado por la selección de Estados Unidos para disputar el Campeonato Mundial de Baloncesto en Liubliana, donde acabaron en la quinta posición. Smith jugó 9 partidos, en los que promedió 7,2 puntos y 7,8 rebotes.

### Profesional
Fue elegido en la trigésimo segunda posición del Draft de la NBA de 1968 por Boston Celtics, y también por los Oakland Oaks en la primera ronda del Draft de la ABA, fichando por los primeros.
En los Celtics jugó dos temporadas siendo uno de los últimos jugadores del banquillo. La mejor de ellas fue la primera, en la que promedió 2,9 puntos y 2,6 rebotes por partido. Considerado uno de los peores lanzadores de tiros libres de la historia de la liga (promedió un 32,2% en sus dos años en Boston), fue protagonista de uno de los episodios más humillantes que un profesional haya tenido que soportar en la pista de juego. Ocurrió el 17 de noviembre de 1971, en el Boston Garden, ante los Phoenix Suns. Lanzó tres tiros libres consecutivos, los cuales no tocaron ninguno de ellos ni siquiera el aro, quedándose el último a un metro de su objetivo, con el consiguiente abucheo de su propio público.
Tras ser despedido, en 1972 fichó por los San Diego Conquistadors de la ABA, donde jugó una temporada en la que promedió 3,7 puntos y 4,3 rebotes por partido.

## Estadísticas de su carrera en la NBA y la ABA

### Temporada regular
| Temporada | Edad | Equipo                  | Liga  | P   | TIT | MIN  | TC  | TCA | %TC  | 3P  | 3PA | %3P | TL  | TLA | %TL  | R.OF. | R.DEF. | REB | ASIS | ROB | TAP | PER | FP  | PTS |
| 1970-71   | 25   | Boston Celtics          | NBA   | 37  |     | 7.6  | 1.1 | 3.1 | .362 |     |     |     | 0.6 | 1.5 | .393 |       |        | 2.6 | 0.2  |     |     |     | 1.4 | 2.9 |
| 1971-72   | 26   | Boston Celtics          | NBA   | 26  |     | 5.2  | 1.1 | 2.5 | .424 |     |     |     | 0.2 | 1.2 | .194 |       |        | 1.4 | 0.3  |     |     |     | 0.8 | 2.4 |
| 1972-73   | 27   | San Diego Conquistadors | ABA   | 71  |     | 14.9 | 1.6 | 3.4 | .475 | 0.0 | 0.0 |     | 0.4 | 1.3 | .301 | 2.0   | 2.3    | 4.3 | 0.5  |     |     | 0.5 | 2.8 | 3.7 |
| Total     |      |                         | TOTAL | 134 |     | 11.0 | 1.4 | 3.2 | .437 | 0.0 | 0.0 |     | 0.4 | 1.3 | .311 | 2.0   | 2.3    | 3.3 | 0.4  |     |     | 0.5 | 2.0 | 3.2 |
|           |      |                         | ABA   | 71  |     | 14.9 | 1.6 | 3.4 | .475 | 0.0 | 0.0 |     | 0.4 | 1.3 | .301 | 2.0   | 2.3    | 4.3 | 0.5  |     |     | 0.5 | 2.8 | 3.7 |
|           |      |                         | NBA   | 63  |     | 6.6  | 1.1 | 2.9 | .385 |     |     |     | 0.4 | 1.4 | .322 |       |        | 2.1 | 0.3  |     |     |     | 1.2 | 2.7 |

### Playoffs
| Temp.   | Edad | Equipo                  | Liga  | P | MIN | TCA | TC | 3PA | 3P | TLA | TL | R.OF. | REB | ASIS | ROB | TAP | PER | FP | PTS | %TC  | %3P | %FT  | MIN  | PTS | REB | AST |
| 1971-72 | 26   | Boston Celtics          | NBA   | 4 | 6   | 1   | 5  |     |    | 0   | 3  |       | 1   | 0    |     |     |     | 1  | 2   | .200 |     | .000 | 1.5  | 0.5 | 0.3 | 0.0 |
| 1972-73 | 27   | San Diego Conquistadors | ABA   | 4 | 63  | 5   | 17 | 0   | 0  | 2   | 7  | 12    | 21  | 1    |     |     | 1   | 9  | 12  | .294 |     | .286 | 15.8 | 3.0 | 5.3 | 0.3 |
| Total   |      |                         | TOTAL | 8 | 69  | 6   | 22 | 0   | 0  | 2   | 10 | 12    | 22  | 1    |     |     | 1   | 10 | 14  | .273 |     | .200 | 8.6  | 1.8 | 2.8 | 0.1 |
|         |      |                         | NBA   | 4 | 6   | 1   | 5  |     |    | 0   | 3  |       | 1   | 0    |     |     |     | 1  | 2   | .200 |     | .000 | 1.5  | 0.5 | 0.3 | 0.0 |
|         |      |                         | ABA   | 4 | 63  | 5   | 17 | 0   | 0  | 2   | 7  | 12    | 21  | 1    |     |     | 1   | 9  | 12  | .294 |     | .286 | 15.8 | 3.0 | 5.3 | 0.3 |